# Karol Kuzmány
Karol Kuzmány (Brezno, 16 novembre 1806 – Turčianske Teplice, 14 agosto 1866) è stato uno scrittore, giornalista e pastore protestante slovacco.

## Biografia

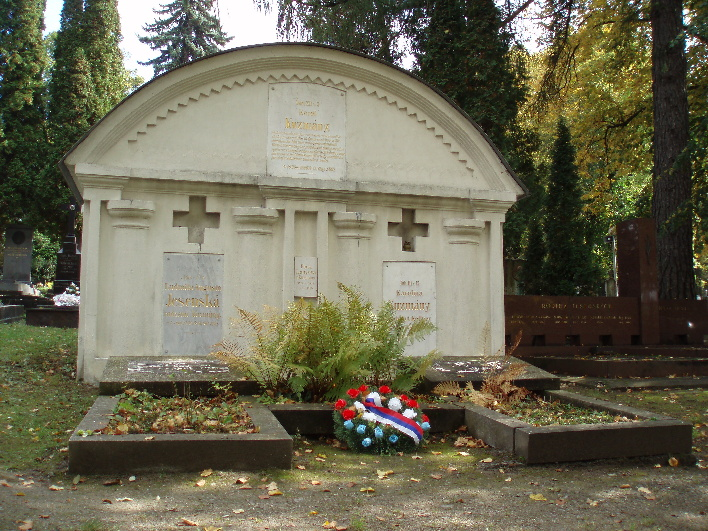
Tomba di Karol Kuzmány al Cimitero nazionale di Martin.

Era figlio del letterato e pastore protestante Ján Kuzmány. Dopo i primi rudimenti ricevuti in famiglia, studiò al liceo di Dobšiná e di Gemer, imparando il latino, il greco e l'ungherese. Nel 1822 si trasferì al liceo evangelico di Presburgo, l'odierna Bratislava, e durante il suo soggiorno in questa città rafforzò la sua coscienza nazionale slovacca e approfondì la storia e la situazione contemporanea dei popoli slavi. Da Ján Kollár fu introdotto alla dottrina del panslavismo. Come pedagogo della famiglia di Ján Prónay di Romhán imparò il francese. Sfruttò questa conoscenza anche sulla rivista Hronka, dove frequentemente si imbatté nella letteratura francese.
Nel 1828 si iscrisse all'università di Jena, dove a quell'epoca vi erano molti studenti slovacchi. Studiò sotto la guida del professore di filosofia Jakob Friedrich Fries, le cui opinioni si ritrovano anche nei successivi scritti di Kuzmány di estetica (O kráse, "Sulla bellezza"), e del professore di storia Heinrich Luden. Come la maggior parte della generazione di Ľudovít Štúr accolse la filosofia di Hegel e respinse quella di Kant.
Dopo il ritorno dalla Germania divenne professore al liceo di Kežmarok e capo della società degli studenti slovacchi. Dopo il 1832 fu pastore protestante a Banská Bystrica, dove nel 1836 incominciò a stampare la rivista Hronka. La rivista dovette anche affrontare le incertezze linguistiche e adottò la lingua ceca letteraria. Perciò Kuzmány abbandonò la collaborazione con gli editori dell'almanacco letterario Zora, che pubblicava articoli nello slovacco codificato da Anton Bernolák (bernolákovčina), sebbene lui stesso avesse scritto nel primo numero dell'almanacco. Kuzmány fece uscire fino al 1838 tre numeri all'anno di Hronka, benché non avesse nessun'esperienza di redattore.
Fu sepolto al Cimitero nazionale di Martin.

## Attività
L'attività letteraria di Kuzmány abbraccia prosa, poesia ed estetica, nonché la redazione di riviste letterarie e si compie nella sua giovinezza. Scrisse poesie meditative e patriottiche, scrisse un romanzo collettivo per corrispondenza dal titolo Ladislav, l'idillio epico Běla e il trattato di estetica O kráse ("Sulla bellezza"). Il suo giornale letterario  Hronka contribuì allo sviluppo della vita culturale della Slovacchia centrale, che decadde dopo la liquidazione della "Società di istruzione della regione di Banská Bystrica" (Učená spoločnosť banského okolia). Nel periodo del neoassolutismo, quando fu docente universitario di teologia e più tardi soprintendente della Chiesa evangelica slovacca, così come negli anni Sessanta, quando fu vicepresidente della Matica slovenská, scrisse di meno, fino a smettere del tutto. Scrisse allora in tedesco un trattato di diritto ecclesiastico evangelico.

### Opere
- 1834 – Hrání fantazie ("Fantasie giocose"), ciclo di 13 sonetti, che si ispirano all'opera di Kollár
- 1835 - Modlitby ("Preghiere")
- 1835 – Pod okýnkem ("Sotto la finestrella"), poesia/ballata
- 1835 – Píseň prostonárodnjá, ("Canzone patriottica") poesia
- 1836 – Běla, poesia epica
- 1838 – Lučatinská víla ("La fata di Lučatin"), ballata
- 1838 – Evanjelický funebrál ("Esequiale evangelico")
- 1840 – Život dra Martina Luthera ("Vita di Martin Lutero")
- 1842 – Zpěvník ("Canzoniere"), raccolta di 94 canti religiosi
- 1845 – Katechyzmus evanjelický ("Catechismo evangelico")
- 1856 / 1860 – Praktische Theologie der evangel. Kirche augsb. Und helvet. Conf. ("Teologia pratica della Chiesa evangelica di confessione augustana e svizzera")